# Mallosia jakowlewi
Mallosia jakowlewi es una especie de escarabajo longicornio del género Mallosia, tribu Phytoeciini, subfamilia Lamiinae. Fue descrita científicamente por Semenov en 1895.

## Descripción
Mide 23-26 milímetros de longitud.

## Distribución
Se distribuye por Irán.